# Pseudostellaria borodinii
Pseudostellaria borodinii är en nejlikväxtart som först beskrevs av Porphyriy Nikitich Krylov, och fick sitt nu gällande namn av Ferdinand Albin Pax. Pseudostellaria borodinii ingår i släktet Pseudostellaria och familjen nejlikväxter. Inga underarter finns listade i Catalogue of Life.